# Paul Delaroche
Paul Delaroche (właśc. Hippolyte Delaroche, ur. 17 lipca 1797 w Paryżu, zm. 4 listopada 1856 w Paryżu) – francuski malarz, uczeń Grosa, przedstawiciel akademizmu w sztuce.

## Biografia
Malował głównie obrazy o tematyce historycznej, rzadziej religijne, portrety i freski. Jego prace odznaczały się patosem i precyzją w przedstawieniu szczegółów. W 1832 został członkiem Akademii Francuskiej, a następnie profesorem w École des Beaux-Arts w Paryżu. Wywarł znaczny wpływ na wielu malarzy, wśród jego uczniów byli m.in. Tony Robert-Fleury, Gustave Boulanger, Jean-Léon Gérôme, Louis Gallait, Régis François Gignoux, Ernest Hébert, Charles Landelle i Jean-François Millet. W 1850 odznaczony Pour le Mérite za Naukę i Sztukę.

## Wybrane dzieła
- Dzieci Edwarda IV, 1831,
- Kardynał Henri Beaufort przesłuchujący Joannę d`Aec - 1824, olej na płótnie, 277 x 217,5 -  Muzeum Sztuk Pięknych, Rouen ( Musée des Beaux-Arts)
- Egzekucja Lady Jane Grey –  1833, olej na płótnie, 246 × 297 cm. National Gallery w Londynie
- Głowa chłopca – , olej na płótnie, 263 × 218 cm. Muzeum Narodowe w Warszawie
- Kardynał Richelieu –  1829, Wallace Collection, Londyn
- Napoleon I w Fontainebleau 31 marca 1814 –  1840, olej na płótnie, 181 x 137 cm Musée de l’Armée, Paryż
- Pielgrzymi w Rzymie -  1842, olej na płótnie, 164 x 205 cm Galeria Malarstwa i Rzeźby Muzeum Narodowego w Poznaniu
- Portret Adam Jerzy Czartoryski -  1857, olej na płótnie, 125 × 80 cm. Muzeum Narodowe w Warszawie - kopia
- Portret Delfina Potocka –  1849, olej na płótnie, 605 × 49 cm. Muzeum Narodowe w Warszawie - kopia
- Żyrondyści w więzieniu, 1855-56.